# Spitz, Niederösterreich
Spitz (Spitz an der Donau) är en ort och kommun  i Österrike. Den ligger i distriktet Krems i förbundslandet Niederösterreich, 72 km väster om huvudstaden Wien. 
Kommunen består av fyra orter (Ortschaften) (inom parentes invånarantal 1 januari 2024):
- Gut am Steg (142)
- Schwallenbach (111)
- Spitz (1 170)
- Vießling (122)